# 弗農鎮區 (伊利諾伊州萊克縣)
弗農鎮區（英語：Vernon Township）是位於美國伊利諾伊州萊克縣的一個行政鎮區。

## 地方資料
根據2010年美國人口普查的數據，弗農鎮區的面積為93.80平方千米，當中陸地面積為92.70平方千米，而水域面積為1.10平方千米。當地共有人口67833人，而人口密度為每平方千米723.17人。